# Lavaux
Lavaux là một khu vực ở huyện Lavaux-Oron bang Vaud, miền Tây của Thụy Sĩ. Lavaux bao gồm 830 ha vườn nho bậc thang trải dài khoảng 30 km dọc theo bờ phía nam của hồ Geneva.
Mặc dù có một số bằng chứng cho thấy cây nho được trồng trong khu vực từ thời La Mã, nhưng các vườn nho bậc thang thực tế có thể được bắt nguồn từ thế kỷ thứ 11, khi các tu viện dòng Biển Đức và Xitô kiểm soát khu vực này. Nó hưởng lợi từ khí hậu ôn hòa, nhưng cạnh phía nam của Levaux với sự phản chiếu của ánh mặt trời trong hồ và những bức tường đá mang lại một khí hậu Địa Trung Hải cho khu vực. Giống nho chính được trồng ở đây là Chasselas.

## Mô tả
Các vườn nho ở Levaux được pháp luật liên bang bảo vệ theo một đạo luật. Kể từ tháng 7 năm 2007, Lavaux được UNESCO công nhận là Di sản thế giới. Các vườn nho ở đây từ năm 2016 đã không còn sử dụng thuốc trừ sâu tổng hợp nữa.
Lavaux là nơi thích hợp với những chuyến đi bộ đường dài băng qua các vườn nho. Có một lối mòn từ Saint-Saphorin đến Lutry do văn phòng du lịch Thụy Sĩ khuyến cáo du khách.

## Ảnh hưởng
- Levaux là tên một bài hát của ca sĩ Prince trong album 20Ten (2010).[3][4]
- Vào năm 2011, Bưu điện Thụy Sĩ đã phát hành ba tem đặc biệt dành riêng cho vùng Lavaux.[5][6]

## Hình ảnh

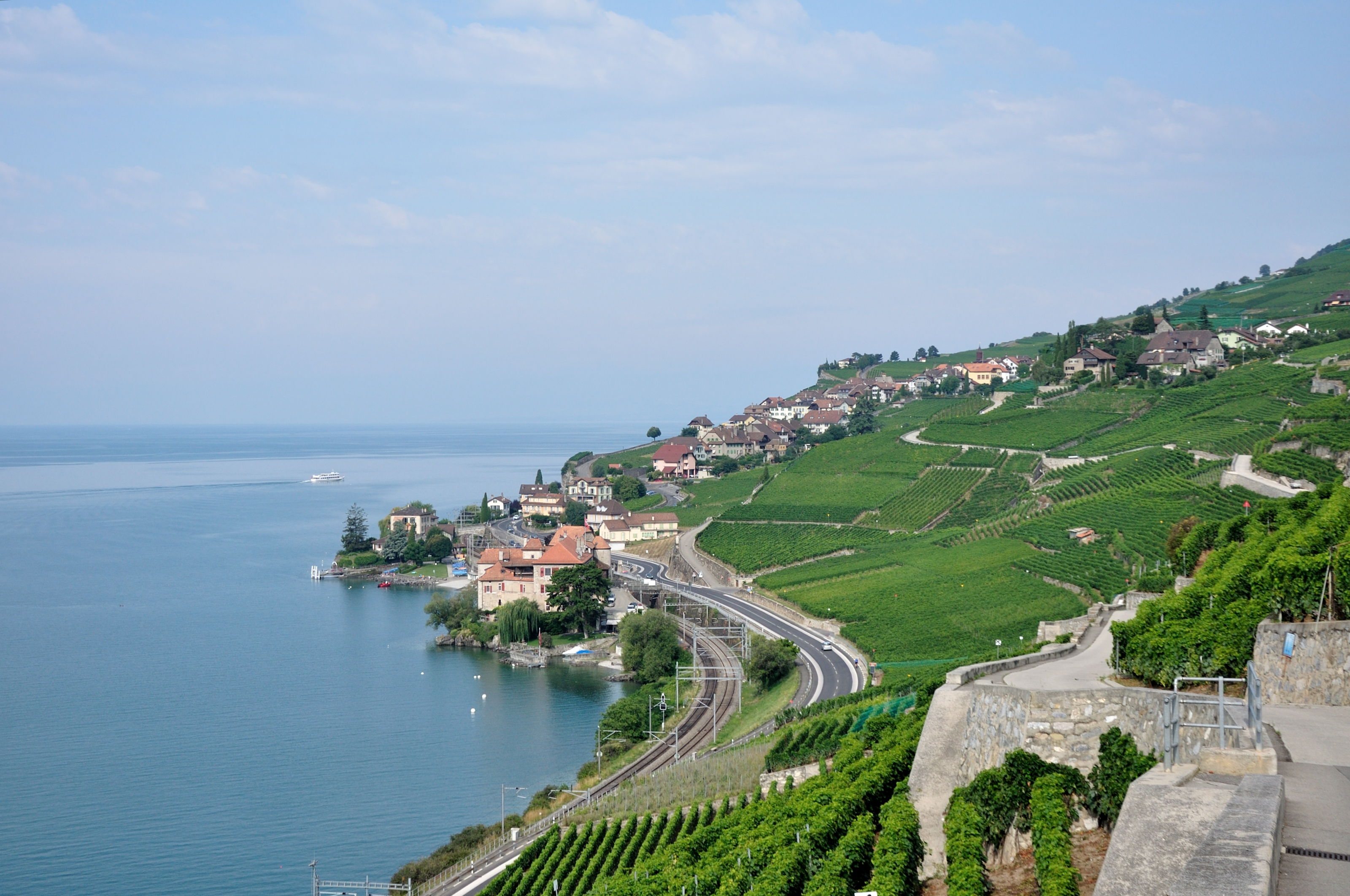
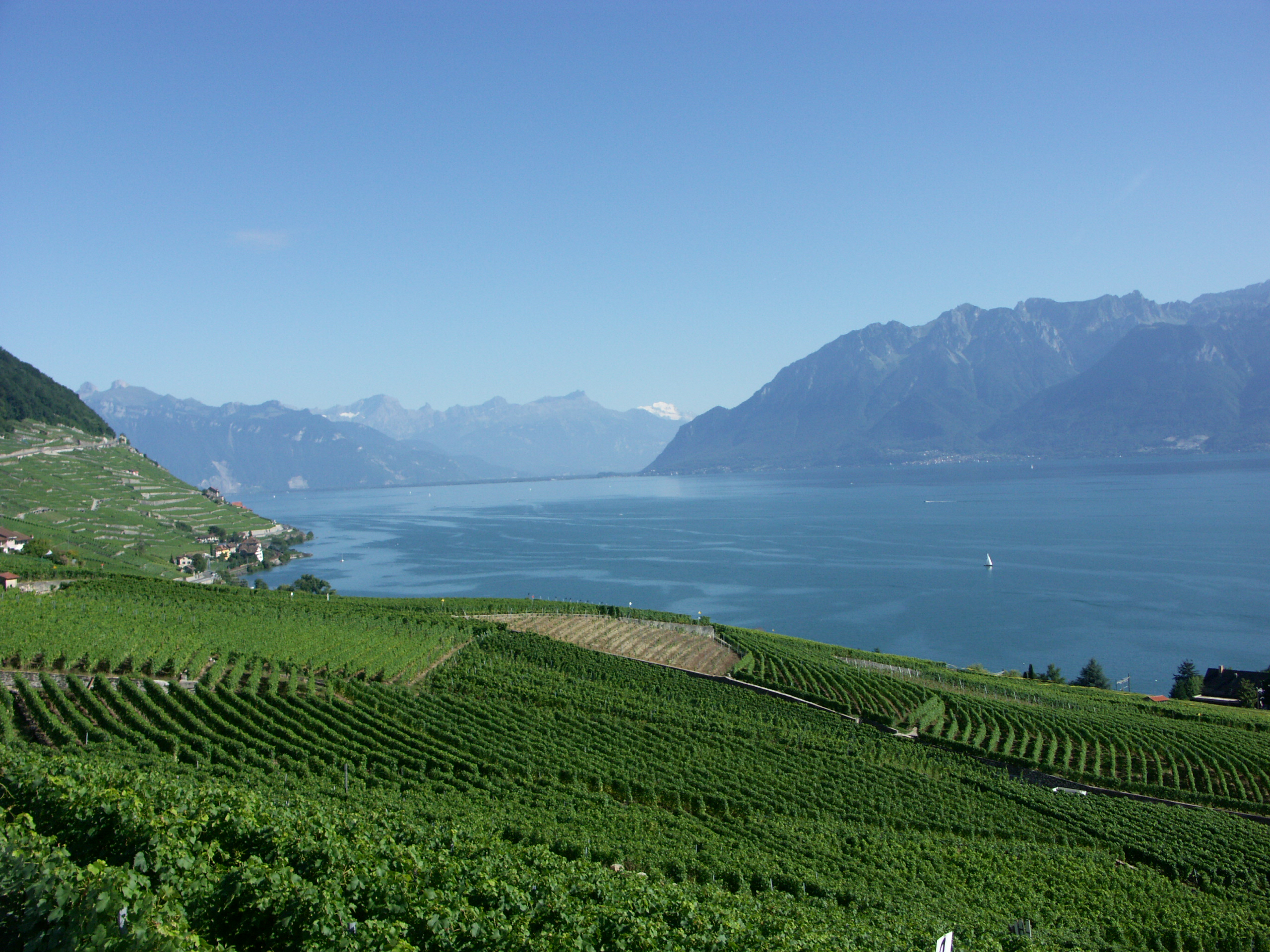
Hồ Geneva và dãy núi Anpơ Thụy Sĩ từ Lavaux.
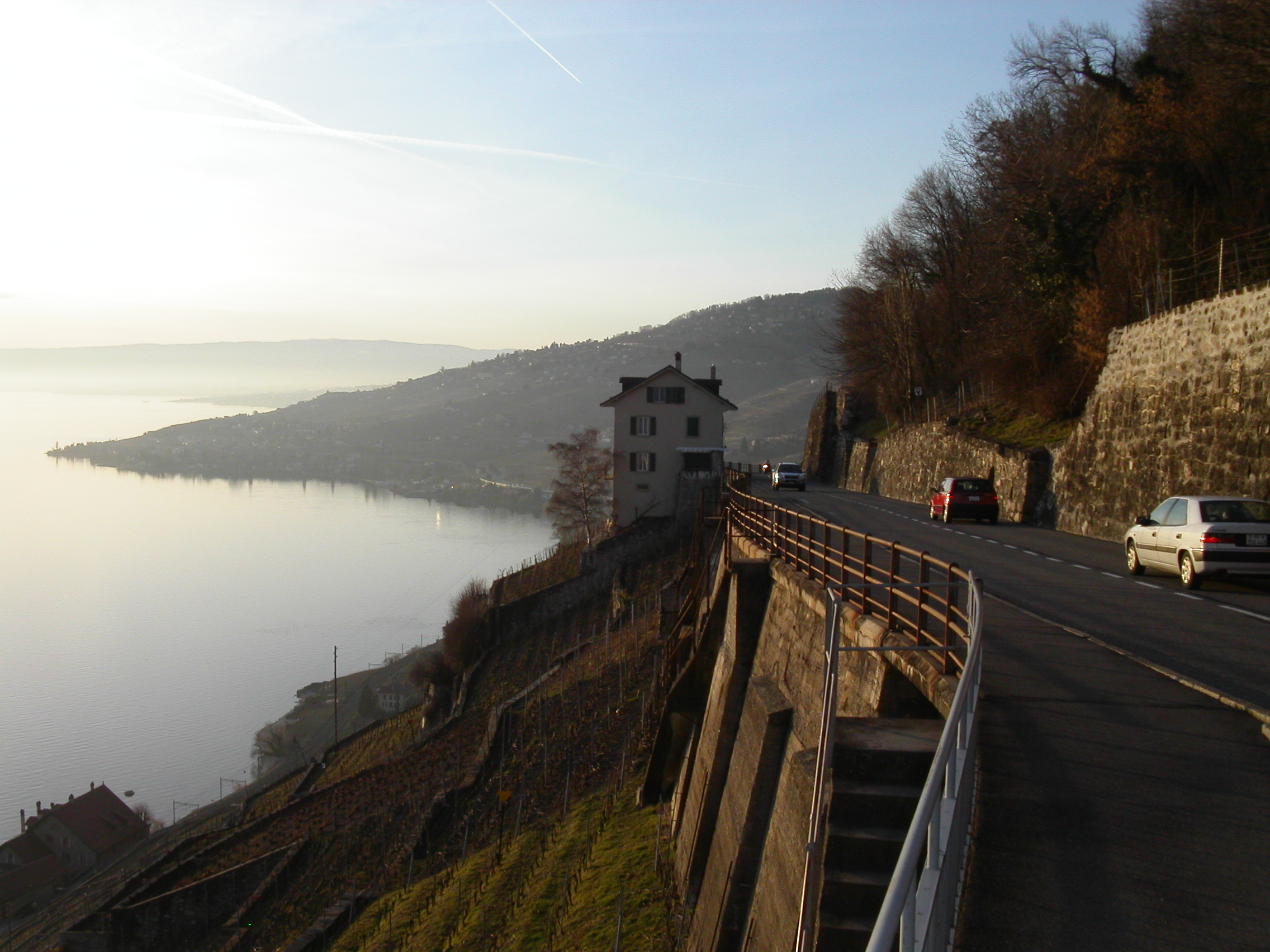
Hồ Geneva từ Lavaux, nhìn về phía Lausanne.
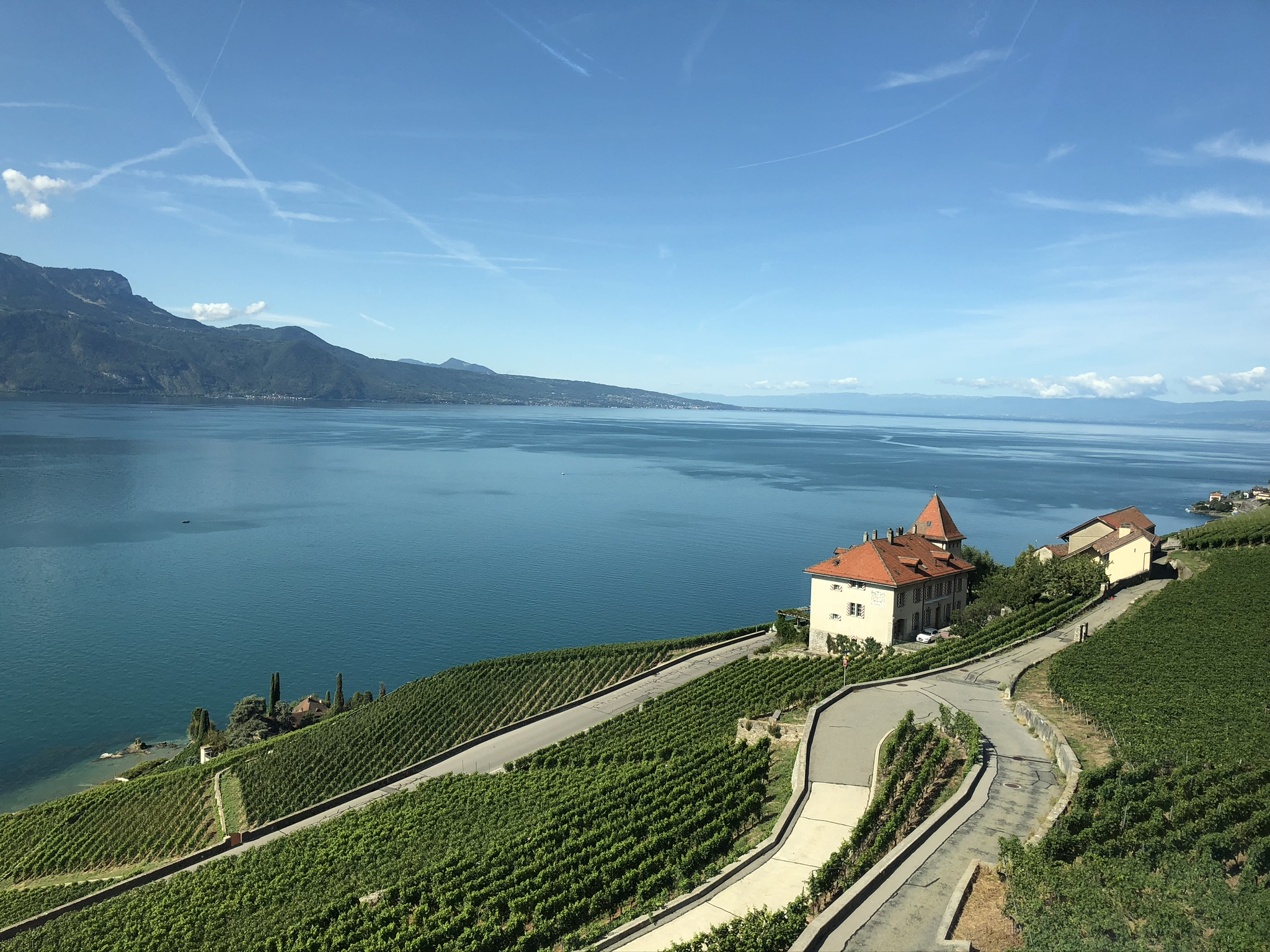
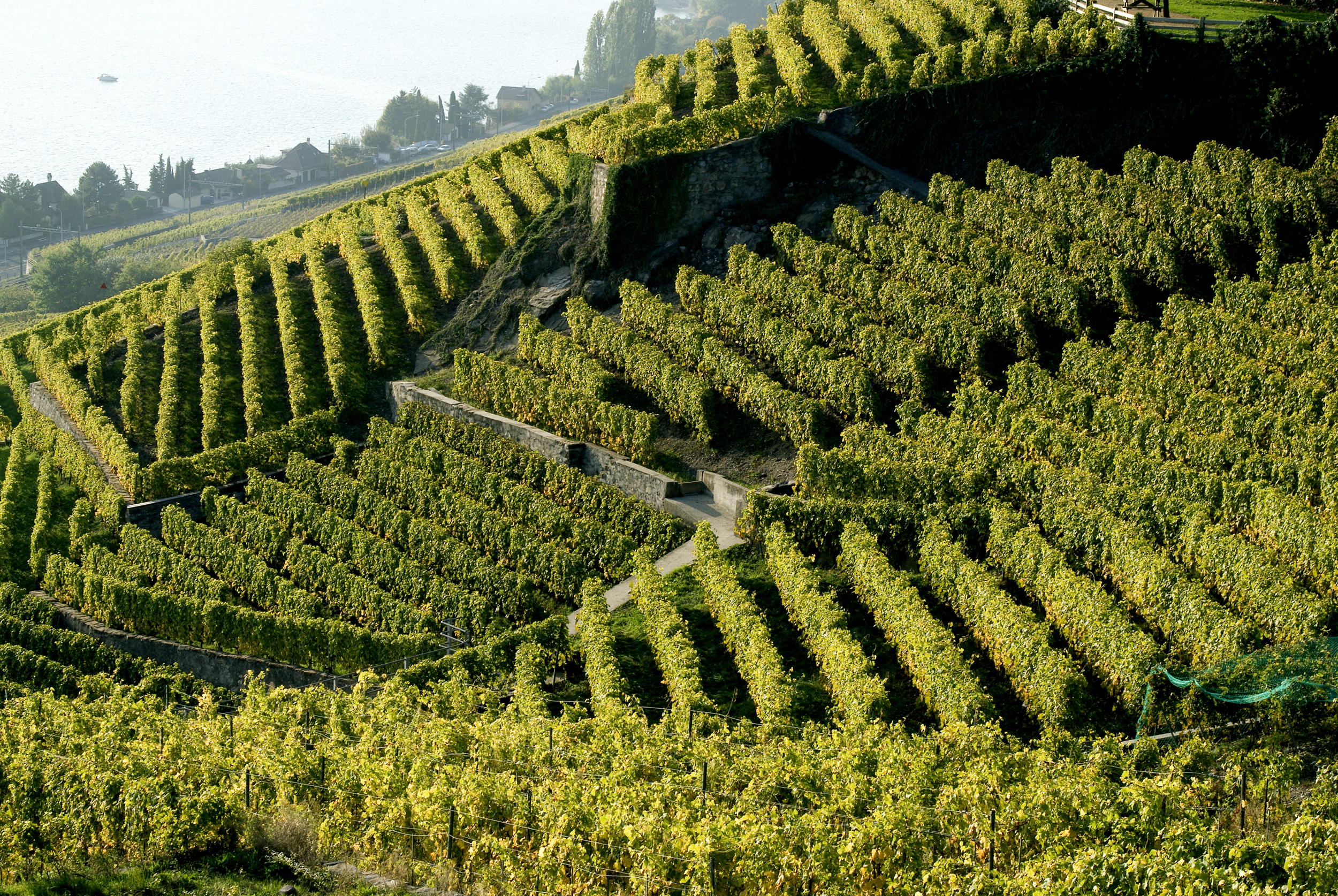
Vườn nho bậc thang
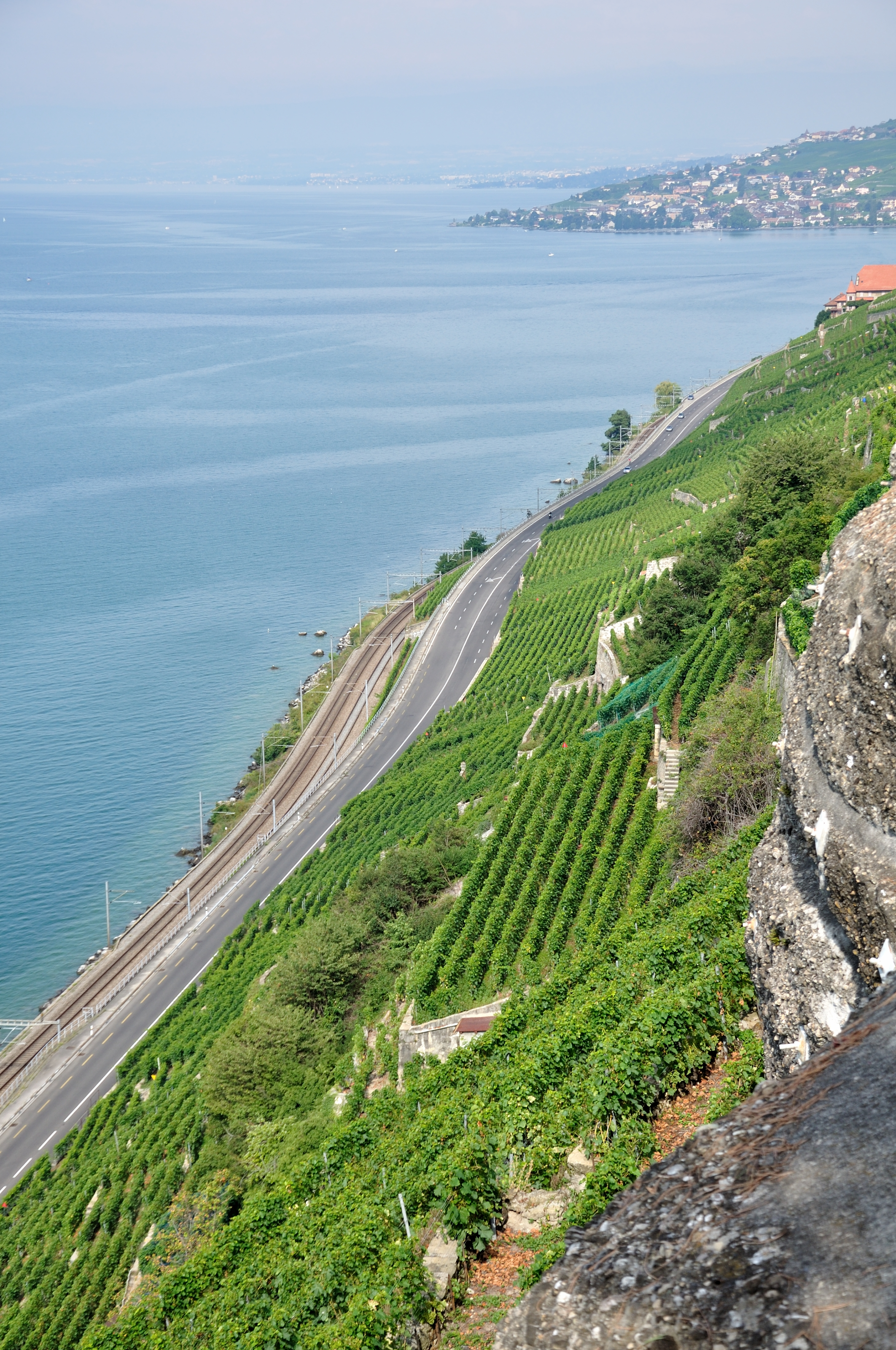
Vườn nho bậc thang
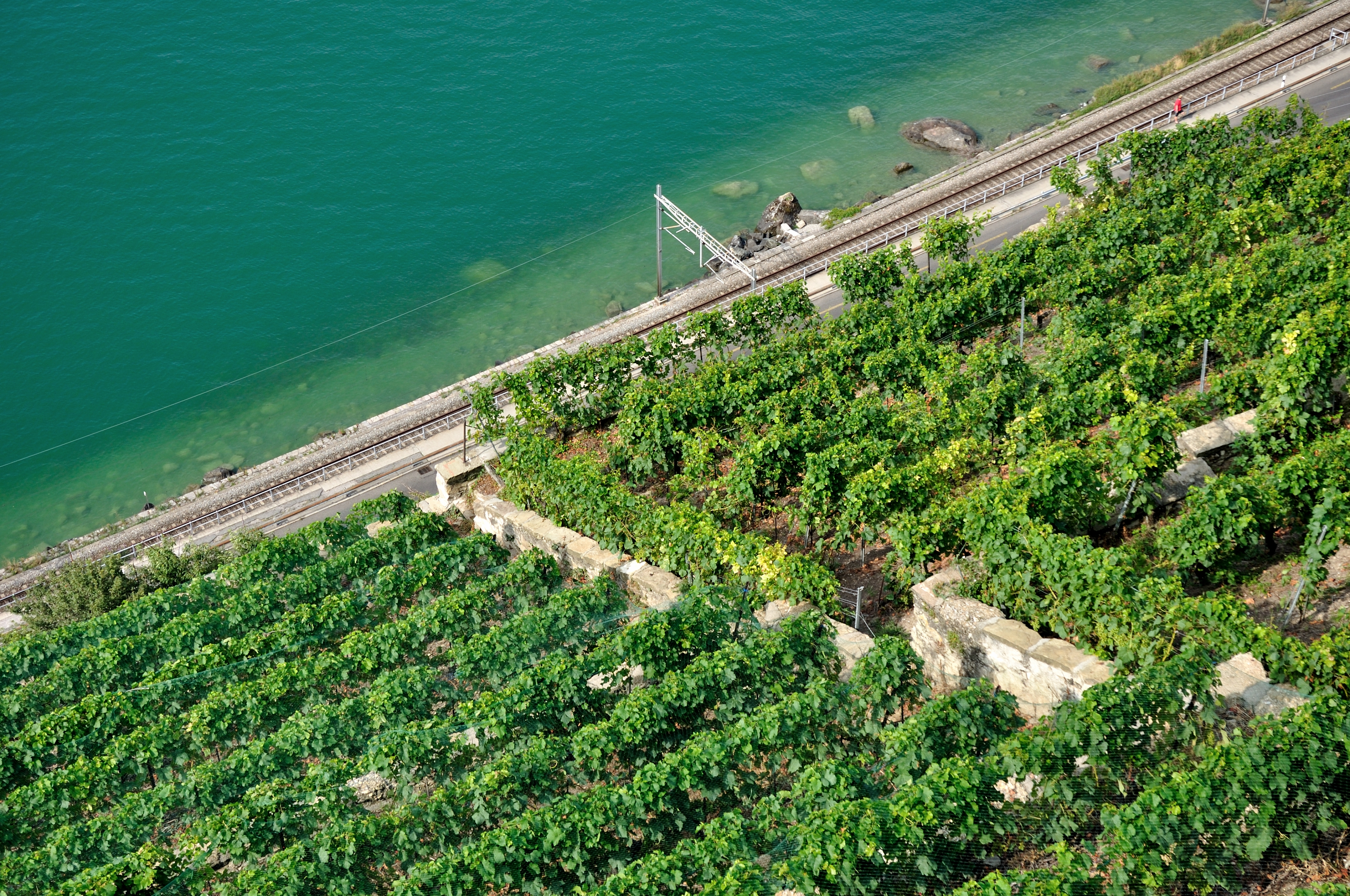
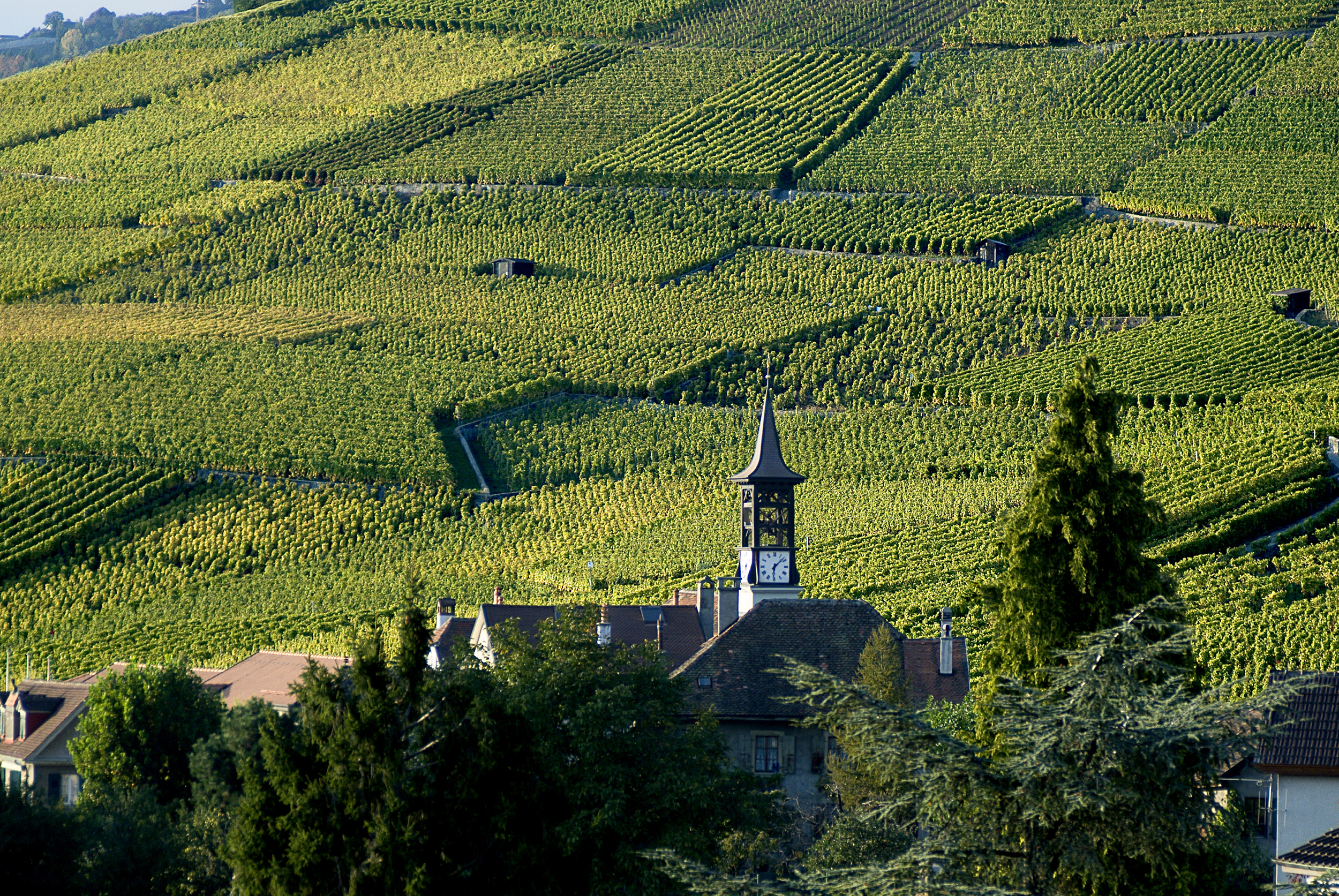
Lavaux.
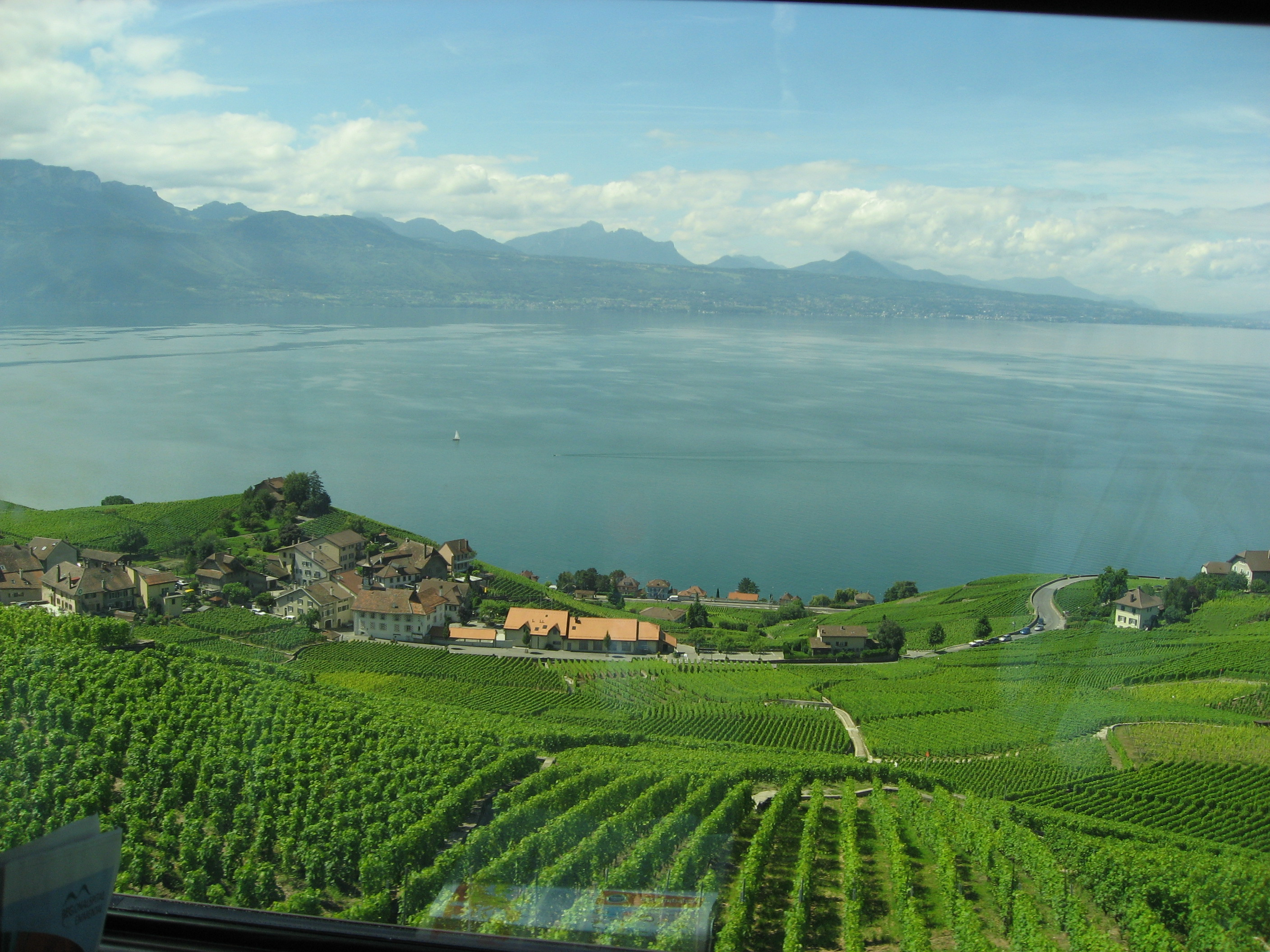
Lavaux nhìn từ tuyến đường sắt đi từ Lausanne đến Palézieux và Bern.
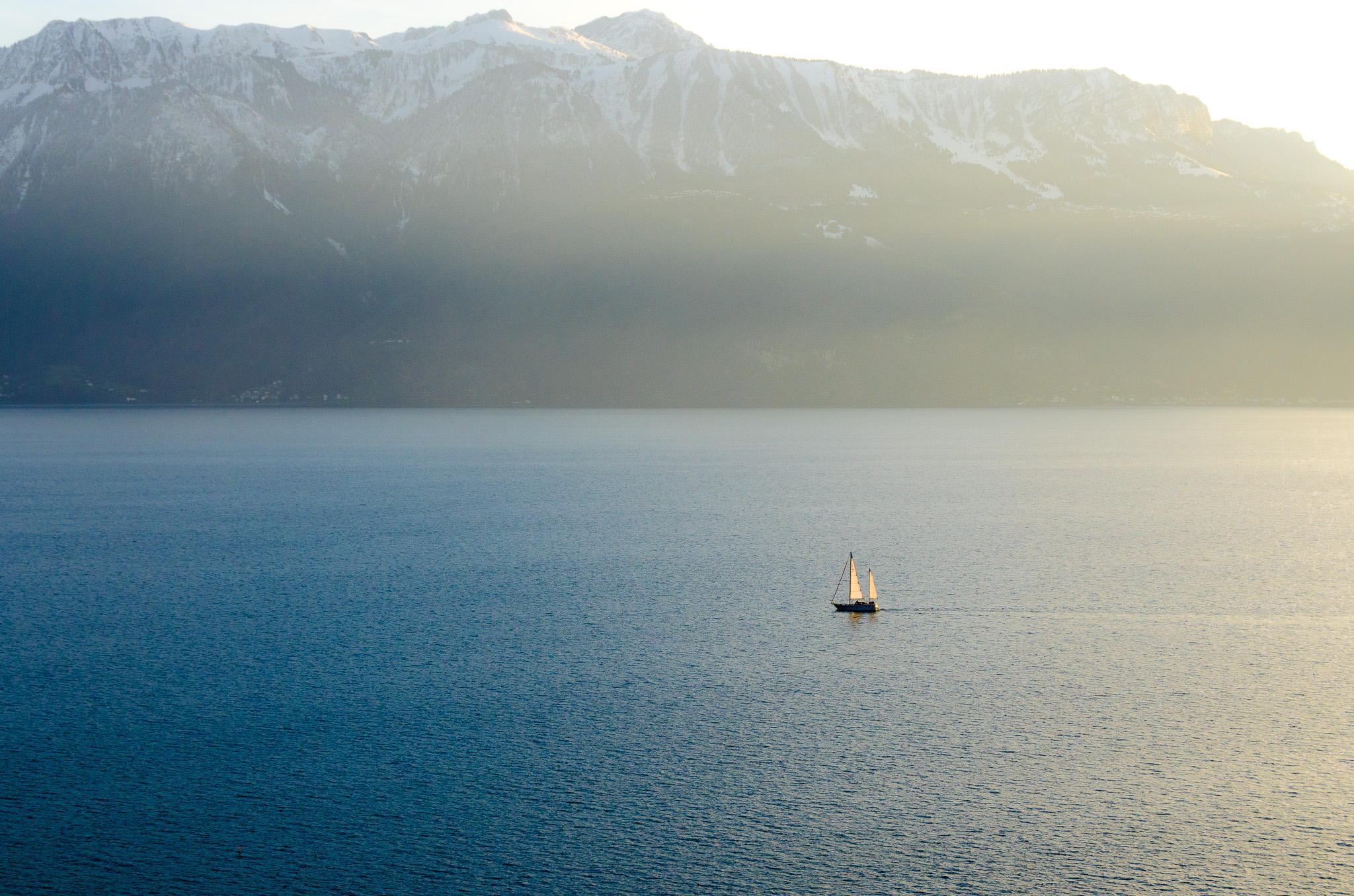
Hồ Geneva nhìn từ những vườn nho.